# Amanecer
Chansons représentant l'Espagne au Concours Eurovision de la chanson
Dancing in the Rain
(2014) Say Yay!
(2016)

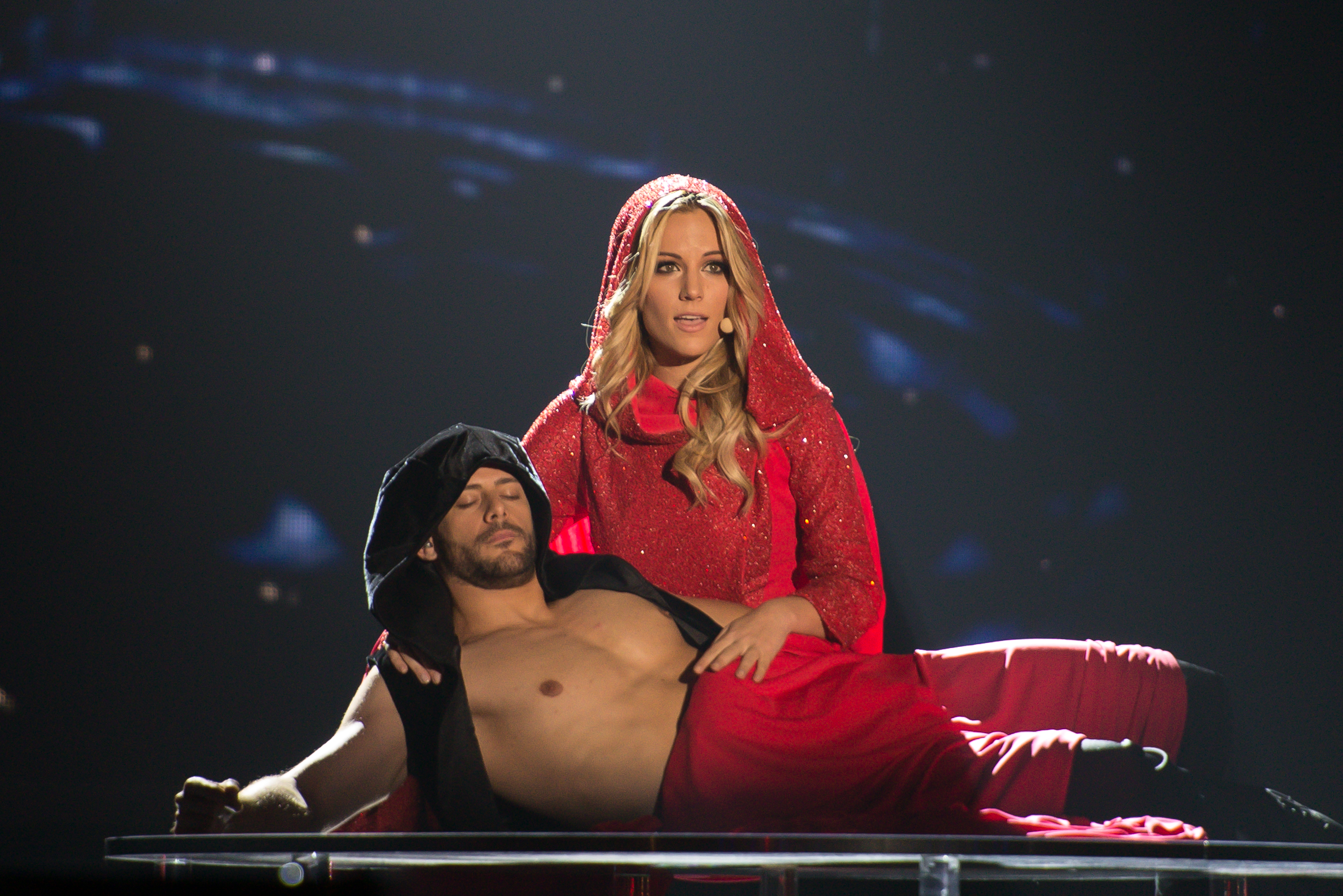
Performance d'Edurne lors de l'Eurovision 2015.

Amanecer (en français « Aube ») est la chanson d'Edurne qui représente l'Espagne au Concours Eurovision de la chanson 2015 à Vienne.
L'Espagne faisant partie du Big Five, elle est directement qualifiée pour la finale le 23 mai 2015, au cours de laquelle elle termine à la 21e place avec 15 points.